# 호드엘가르비주

호드엘가르비주

호드엘가르비주(아랍어: ولاية الحوض الغربي, 프랑스어: Hodh El Gharbi)는 모리타니 남부에 위치한 주로, 주도는 아윤엘아트루스이며 면적은 53,400km2, 인구는 219,167명(2000년 기준)이다. 북쪽으로는 타간트주, 동쪽으로는 호드에슈샤르기주, 서쪽으로는 아사바주와 인접해 있고 남쪽으로는 말리와 국경을 맞대고 있으며 4개 현(아윤엘아트루스현, 코벤니현, 탐셰케트현, 틴타네현)을 관할한다.